# Parallellskiva

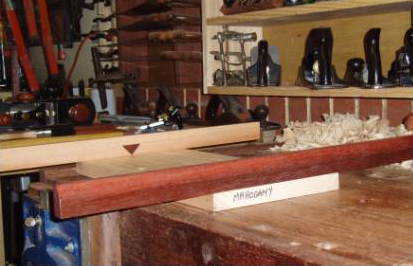
Parallellskiva

En parallellskiva (alternativt parallellinjal eller rätskiva) är ett siktverktyg inom möbelsnickeri som används i par. Till formen är de identiska men förekommer ibland i olika färger för att underlätta avläsning. De består av en rektangulär kropp med ett tvärsnitt på exempelvis 15 x 80 mm och har vanligtvis en längd på 400 till 1200 mm. De är traditionellt utförda i trä, men nu ofta i stål eller aluminium. 

## Användningsområde
Parallellskivor används för att kontrollera en ytas planhet vid planhyvling med hyvel, handhyvel. De ställs i normalfallet upp på högkant vinkelrätt mot träets fiberriktning, en i varje ände av ämnet som ska riktas upp. Därefter tittar man längs den närmaste linjalens överkant och jämför den med den bortre för att på så sätt avgöra var ytan behöver arbetas ner med hyveln. När linjerna sammanfaller är ämnet rakt. Används också var för sig för att pröva att ytan inte buktar sig i längdriktningen.